# ペテア
ペテア（ルーマニア語: Petea、ハンガリー語: Pete）は、ルーマニア・トランシルヴァニア地方のサトゥ・マーレ県ドロルツ基礎自治体にある村。県庁所在地サトゥ・マーレから西へ8キロメートルのハンガリー国境沿いに位置し、国境検問所を挟んでハンガリー領チェンゲルシマと接する。人口は409人（2021年国勢調査）。

## 歴史
1205年に書かれたRegistrul de la Oradea（ラテン語: Regestrum Varadinense）に村名が登場し、ペテアはハンガリー王国司法官のKázmérの出身地と記録されている。
戦間期にサトゥ・マーレの教会にある碑文の研究を行っていた教師のPop Dariuは、1760年にPetru Sibianulによって書かれたOctoechosをペテアで発見した。

## 国境検問所
ペテアとハンガリー領チェンゲルシマの間には国境検問所が設けられている。
2022年ロシアのウクライナ侵攻勃発直後、大勢のウクライナからの難民がペテアの国境検問所を経由してハンガリーに入国した。ルーマニア赤十字社は国境検問所にテントを設置し、食料品や毛布、医療サービスの提供など難民に支援を行った。3月16日、ハンガリーのオルバーン・ヴィクトル首相は国境検問所を視察し、国境警備体制を強化すると述べた。
2025年1月1日、ルーマニアの陸路国境にシェンゲン協定が適用されたことで国境検問所は開放された。第一号は野良犬で、当局者が拍手で迎える中国境を通過した。この瞬間を収めた動画はSNS上で話題となった。